# Paubrasilia echinata

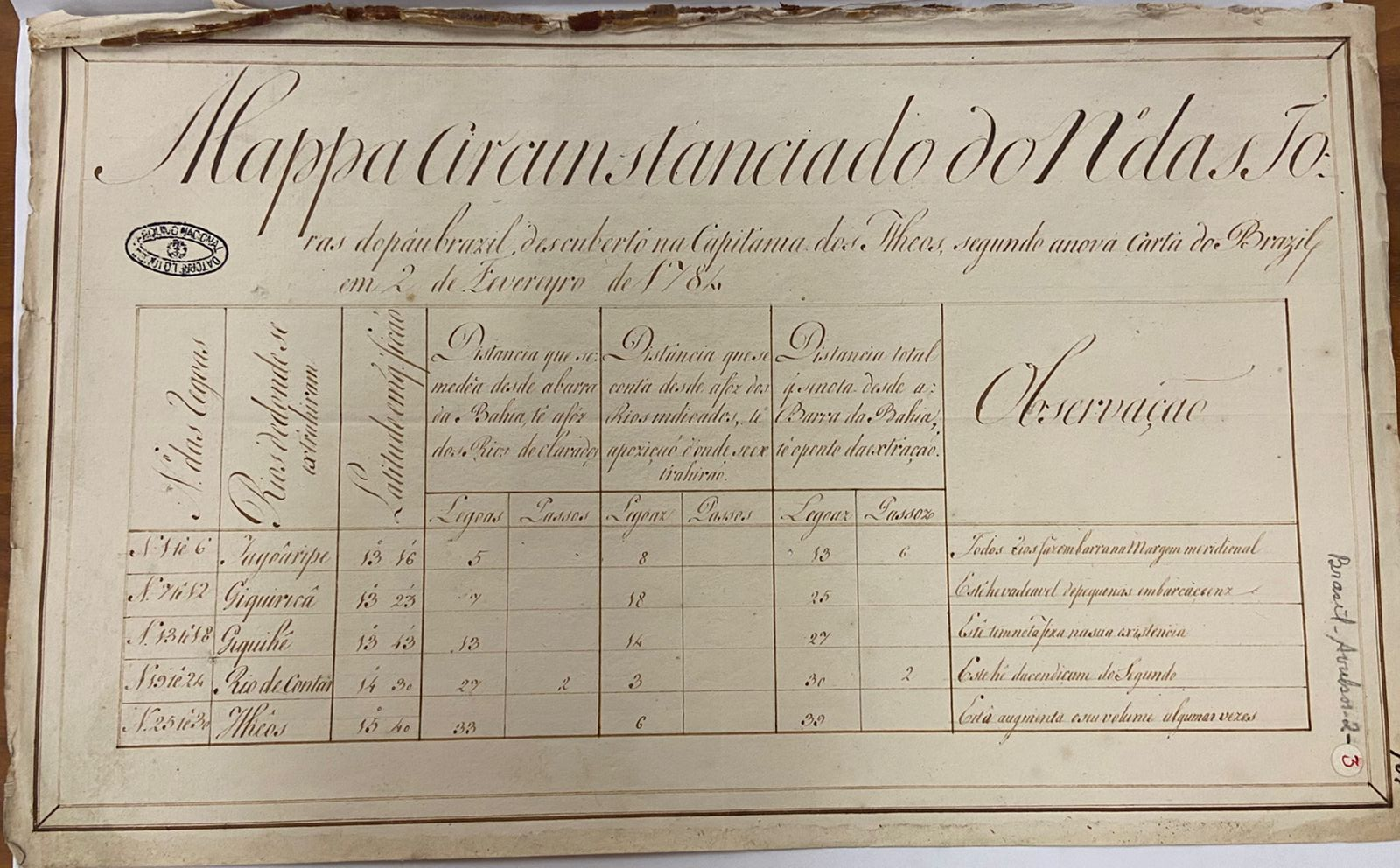
Mapa del Número de Troncos de Pau-Brasil Descubiertos en la Capitanía de Ilhéus.

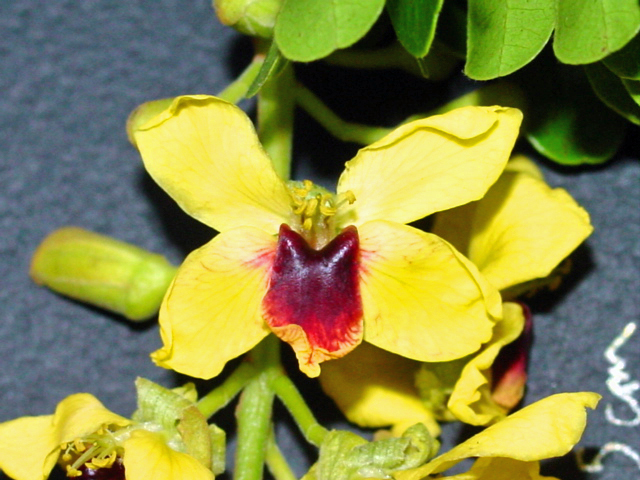
Detalle de su flor

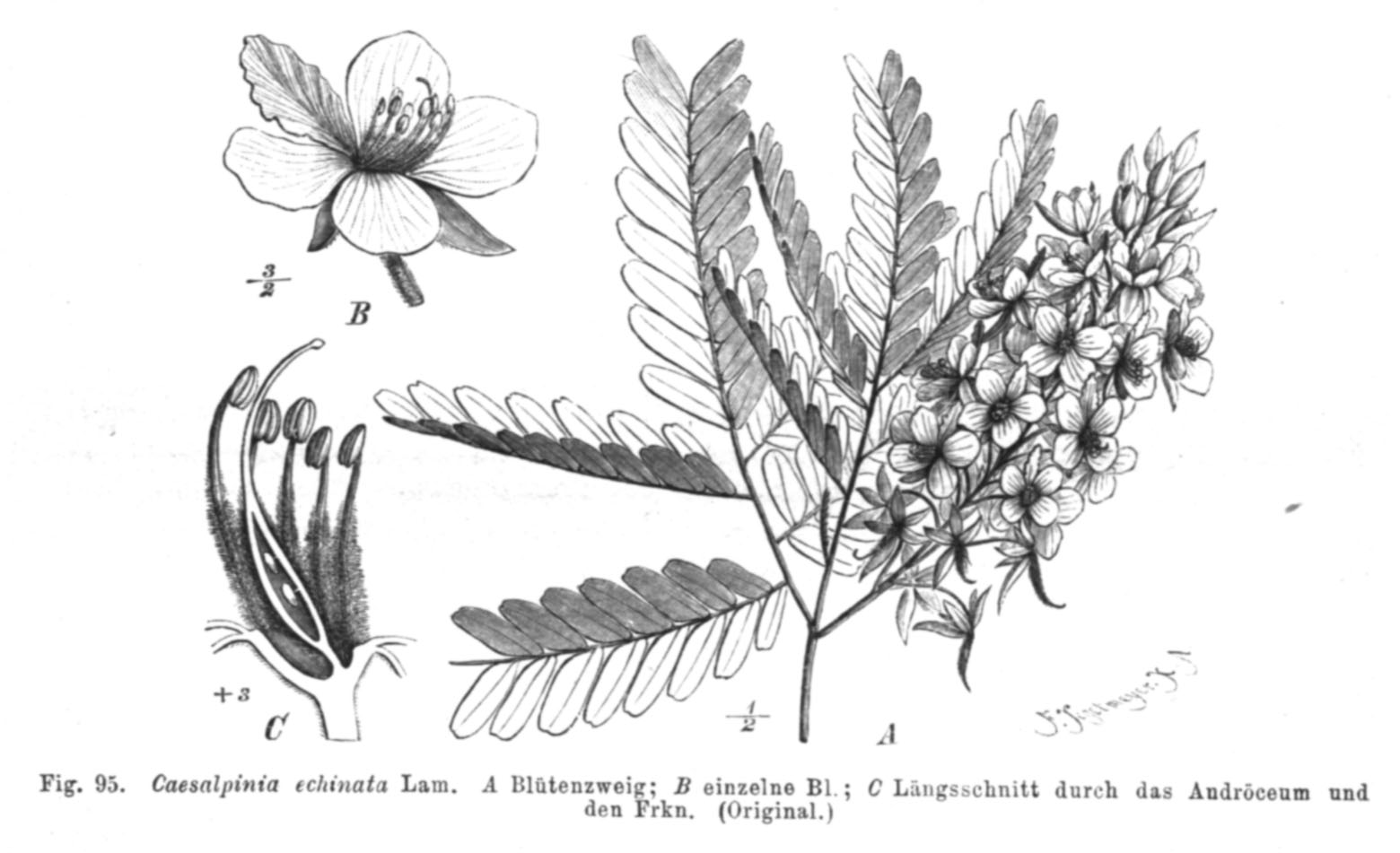
Ilustración de un joven espécimen y su flor

Paubrasilia es un género monotípico de árbol perteneciente a la familia de las Leguminosas. Su única especie es Paubrasilia echinata, conocida comúnmente como palo brasil o pernambuco, nativa de Brasil. No debe confundirse con el Haematoxylum brasiletto, originario de México y también conocido como palo brasil. 
Su madera es muy resistente, y tiene un color naranja amarillento, a veces un marrón rojizo más oscuro. Es el árbol nacional de Brasil desde 1978. El nombre de Brasil tiene su origen en la manera en que los portugueses llamaban a este árbol: pau brasil, que significa ‘palo brasil’, una alusión al tinte rojo brillante como una brasa que se puede extraer de su madera. Brasil es una forma abreviada de Tierra de Brasil, o «tierra de palo brasil». El nombre del árbol en lengua tupí es ibira pitanga ("madera roja").
La madera da una tintura roja llamada brazilina, que oxida a brazileína. En el medio de la ebanistería, se obtiene gran calidad de materia prima de este árbol, comercialmente llamada madera de Pernambuco. Su madera es considerada la mejor para la fabricación de arcos de instrumentos de cuerdas; en este contexto particular, el palo brasil es conocido como «pernambuco».

## Descripción
Es un árbol de crecimiento lento y de talla mediana, ya que alcanza de 10 a 15 m de altura. El tronco es recto (apropiado para el corte) cubierto de aguijones, especialmente en las ramas jóvenes (de hecho, el epíteto echinata alude a esta característica, ya que significa ‘con espinas’), de color ceniza oscuro. La madera es de color anaranjado-rojizo, brillante, más densa que el agua, por lo que no puede flotar y perjudica su transporte fluvial. Las hojas son compuestas, bipinnadas, de color verde intermedio y brillantes. Las flores se disponen en racimos erectos, próximos a los ápices de las ramas. Están formadas por 4 pétalos amarillos y uno menor rojo, y son muy aromáticas. El androceo está formado por 10 esta.mbres y el gineceo es de ovario súpero. El fruto es una legumbre, cubierta por espinas largas y afiladas, y contiene de 1 a 5 semillas discoides, de color marrón. 
Botánicamente, están involucradas varias especies de árboles, todas de la familia Fabaceae (la familia de las legumbres). El término «palo de Brasil» se utiliza con mayor frecuencia para referirse a la especie Paubrasilia echinata, pero también se aplica a otras especies, como Caesalpinia sappan, Haematoxylum brasiletto, el ipê (Handroanthus impetiginosus) y la massaranduba (Manilkara bidentata).

## Etimología
Era conocido por los indígenas como ibirapitanga («palo rojo» en tupí) o arabutã. En efecto, cuando los exploradores portugueses hallaron esta especie de una tonalidad tan rojiza lo llamaron palo brasil, pues brasil viene de brasa por su tinte rojo brillante.[cita requerida] Así, ese nombre diferenciaba esta especie sudamericana de otra diferente oriunda de Asia. Pero de las especies descubiertas en Sudamérica se obtenía un mejor producto de tintura. Los árboles sudamericanos pronto dominaron el comercio como una mejor fuente de tinte. Un comercio tan vigoroso resultó de estas maderas que los primeros marineros y comerciantes comenzaron a referirse a la tierra misma como Terra do Brasil, o simplemente, la «Tierra de Brasil», y de este uso se derivó el nombre actual de Brasil. El árbol también es conocido por otros nombres, como ibirapitanga, tupí para ‘madera roja’, y pernambuco, por el estado de Pernambuco, en la región nordeste de Brasil.

## Importancia histórica
Entre los siglos XV y XVI, esta especie fue muy valiosa en Europa y bastante difícil de obtener. A veces provenía de Asia, comercializada en la forma de polvo y usada como tinte rojo en la manufactura de lujosos textiles, tales como terciopelo, altamente demandado durante el Renacimiento.
Cuando los navegantes portugueses descubren Brasil, el 22 de abril de 1500, inmediatamente ven la tal «madera de Brasil», que era extremadamente abundante. En pocos años, una feroz tala y exportación de rollizos se convirtió en una próspera industria, dando a la Corona portuguesa su monopolio. El rico comercio estimuló el contrabando y hasta ataques corsarios contra buques portugueses para robarles el cargamento de madera. Por ejemplo, el intento infructuoso de una expedición francesa (al mando de Nicolas Durand de Villegagnon, vicealmirante de Bretaña y corsario del Rey en 1555) para establecer una colonia en lo que actualmente es Río de Janeiro (la frustrada colonia llamada Francia Antártica), fue en parte motivada por la riqueza generada por la explotación de la «madera de Brasil».[cita requerida]
Esta especie se cita en Flora Brasiliensis por Carl Friedrich Philipp von Martius.

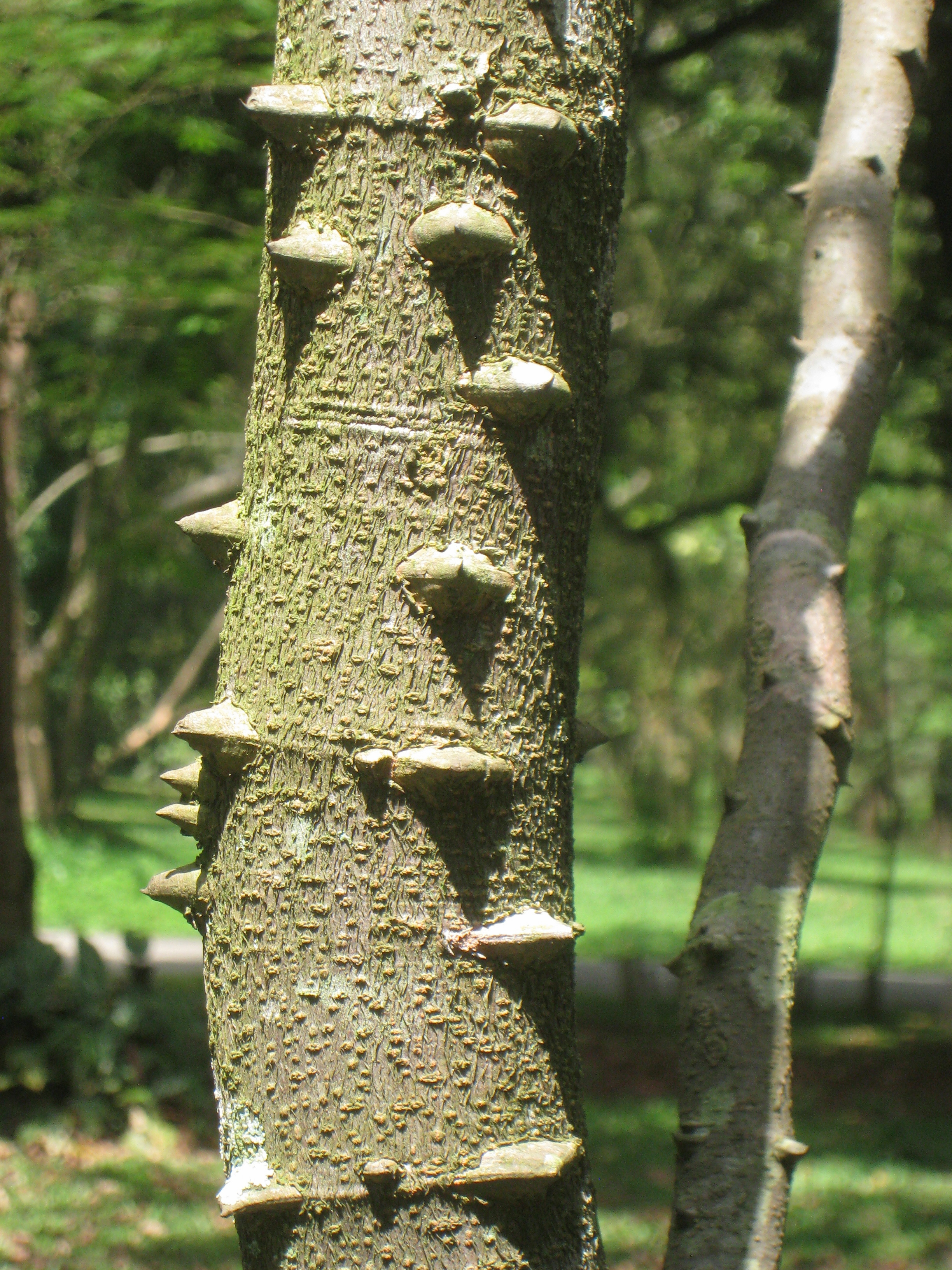
Detalle del tronco

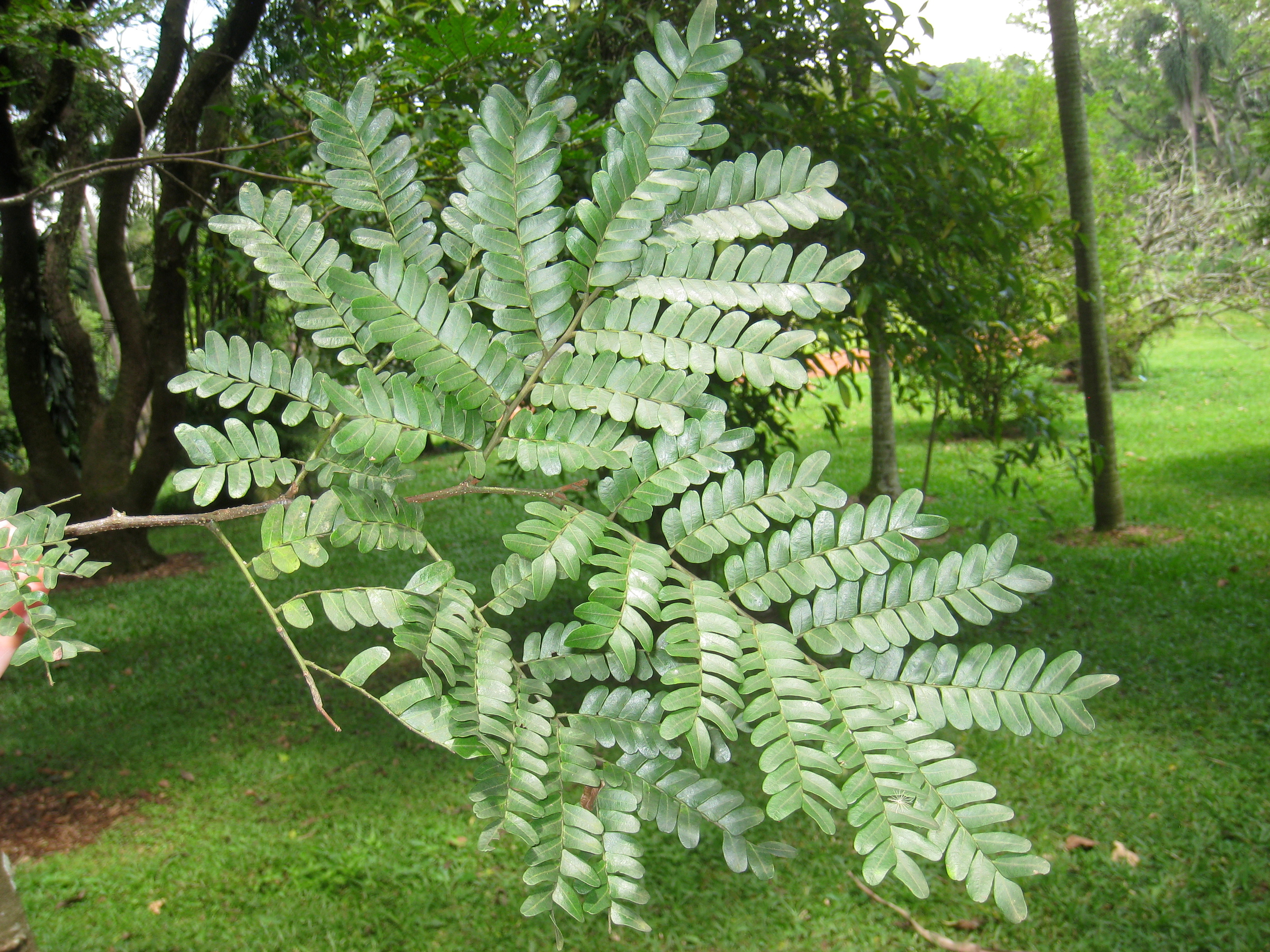
Hojas

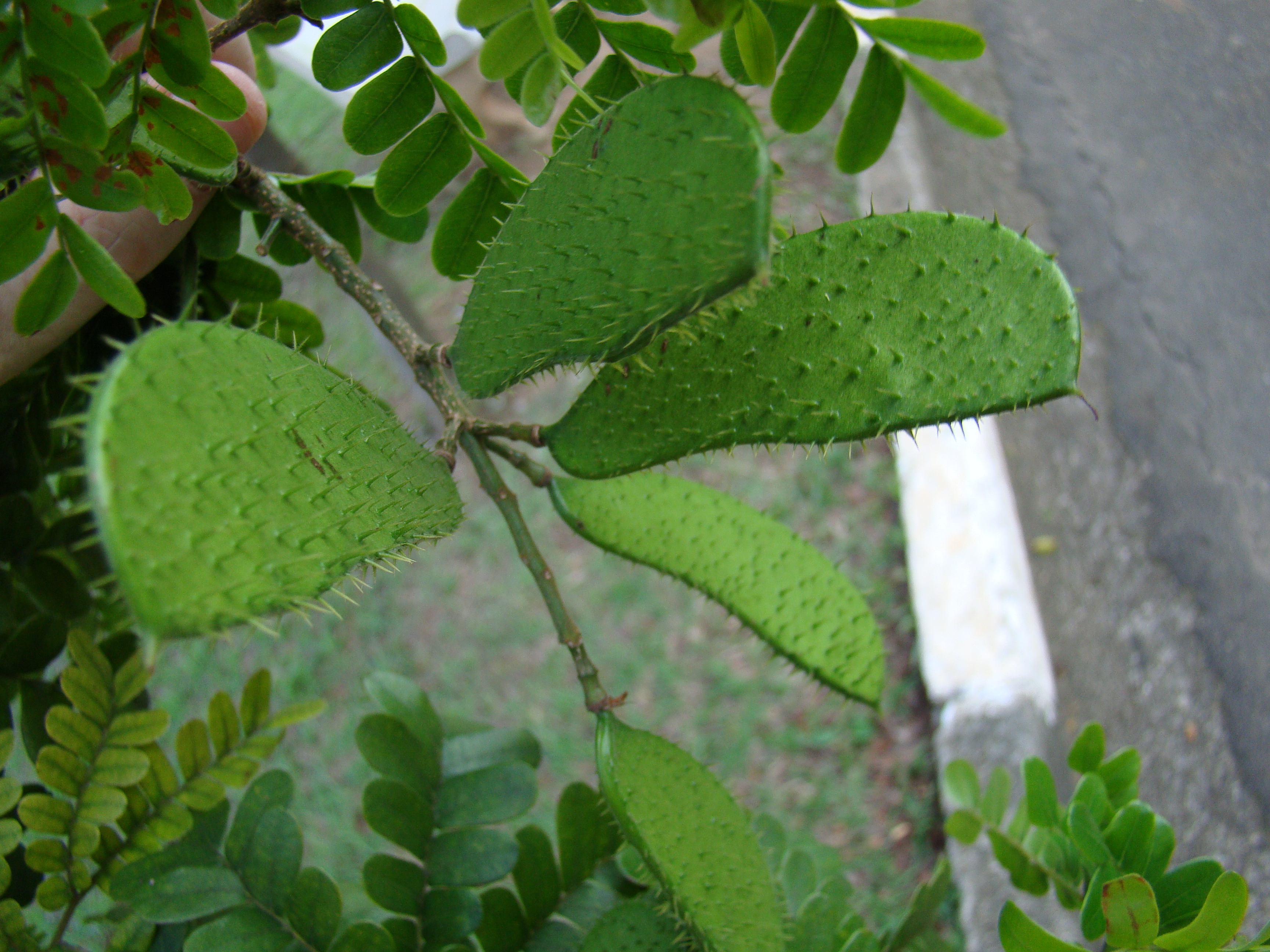
Fruto

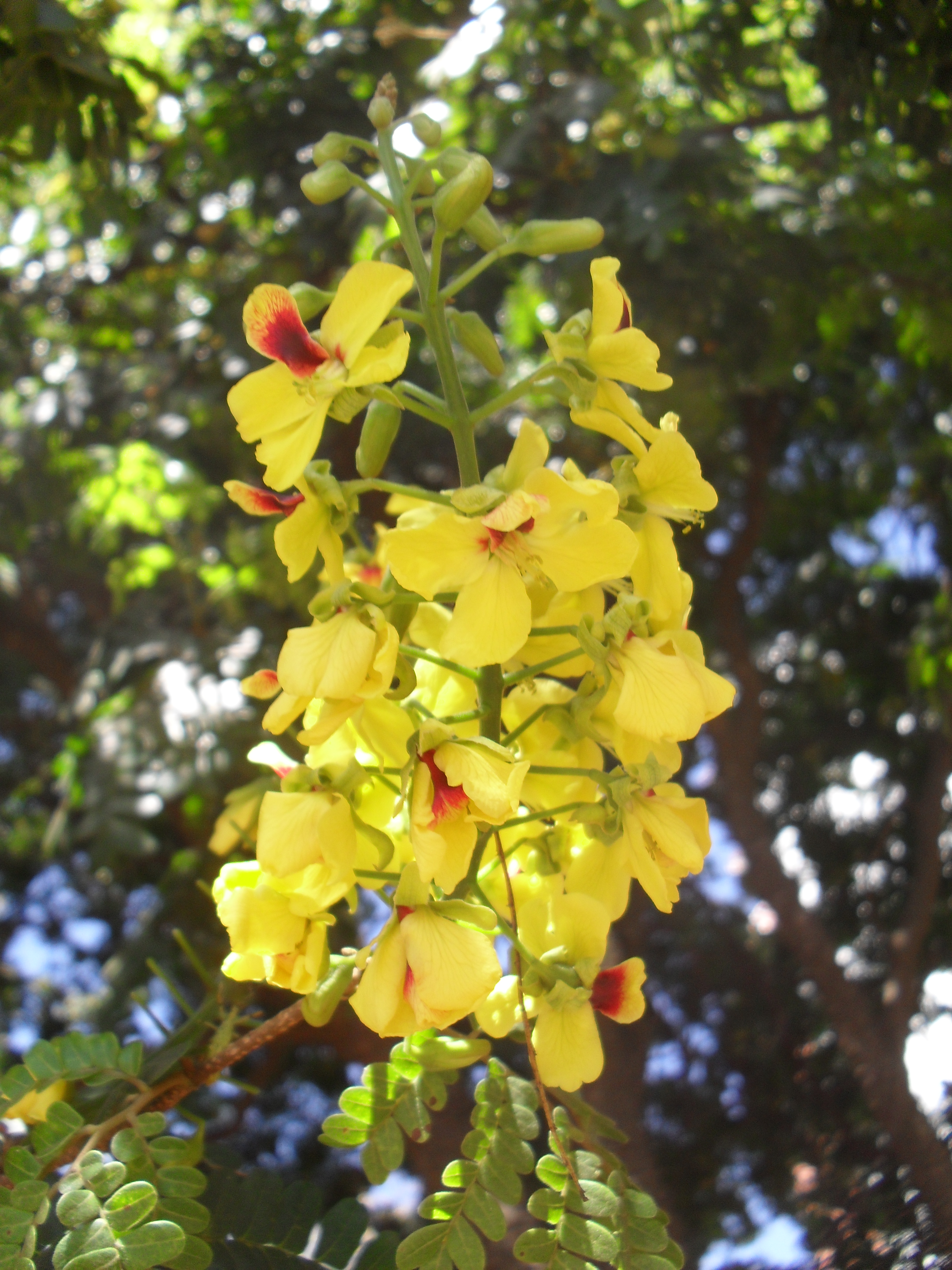
Flores

## Explotación
Su excesiva tala provocó un descenso grave en su número en el siglo XVIII, causando el colapso de su explotación como maderera. Actualmente, la especie se acerca peligrosamente a su extinción en muchas subpoblaciones originales. Está listada en las especies amenazadas por la IUCN y citada en la lista oficial de especies amenazadas de Brasil. El mercado de esta madera aún no está prohibido. La «Iniciativa Internacional para la Conservación del Pernambuco» (IPCI, por sus siglas en inglés), cuyos miembros son los mayoristas de esta madera, trabajan para reforestar y utilizar otras maderas para la fabricación de violines. La falta crítica de su madera ha ayudado a la industria de la fibra de carbono a reemplazarla.
Árbol de Música es un filme documental sobre el drama de esta especie (en producción).[cita requerida]

## Utilización
El pernambuco es la materia prima para la arquetería: los lutieres hacen arcos para instrumentos de cuerda de la familia del violín. Fue llevado a Europa por sus propiedades colorantes aproximadamente hasta 1850, fecha en que se lo comenzó a utilizar para fabricar arcos de violines. Los hermanos Tourte se encuentran entre los primeros arqueteros que demostraron las cualidades excepcionales de esta madera. En un principio, los constructores de arcos empleaban otras especies de las denominadas «maderas tropicales». Todas ellas tenían una densidad y una dureza notables, por lo que comúnmente fueron denominadas como «palos de hierro».
No obstante, gracias a sus cualidades sonoras, que le valieron el favor de los músicos, y a sus características físicas y mecánicas que hacen de él un material ideal para la construcción de varas curvadas, en poco tiempo el pernambuco sustituyó a todas las otras especies. Doscientos cincuenta años después de su introducción, cuando se trata de construir arcos de calidad, los arqueteros y músicos del mundo entero no han encontrado nada que pueda sustituirlo: rigidez, flexibilidad, densidad, belleza, capacidad de conservar la curvatura. La reunión de todas estas propiedades hacen del pernambuco un material sin igual.

## Taxonomía
El género fue descrito por Edeline Gagnon, Haroldo Cavalcante de Lima y Gwilym Peter Lewis y publicado en PhytoKeys 71: 36–40, f. 8–9, en 2016.
La única especie fue descrita inicialmente como Caesalpinia echinata por Jean-Baptiste Lamarck y publicada en Encyclopédie Méthodique, Botanique 1(2): 461, en 1785, actualmente es tanto un sinónimo como el basónimo de esta; y ulteriormente, sería transferida al género Paubrasilia por Edeline Gagnon, Haroldo Cavalcante de Lima y Gwilym Peter Lewis en PhytoKeys 71: 39, en 2016, siendo el nombre científico más reciente y aceptado, basado en estudios taxonómicos que han demostrado que es un género separado.

#### Etimología
Paubrasilia: nombre genérico latinizado del vocablo portugués pau-brasil; "palo de Brasil", dado al árbol por los exploradores portugueses, refiriéndose también a su lugar de origen. 
echinata: epíteto latino que significa "espinosa".

## Nombres comunes
- Brasil de las Antillas, brasilete de las Antillas, palo Brasil, palo de Pernambuco, rozado del Brasil.[10]